# Aneplasa borlei
Aneplasa borlei är en spindelart som beskrevs av Roger de Lessert 1933. Aneplasa borlei ingår i släktet Aneplasa och familjen plattbuksspindlar.
Artens utbredningsområde är Angola. Inga underarter finns listade i Catalogue of Life.